# Joanna Karasek
Joanna Karasek – polska dyplomatka, iberystka i tłumaczka.

## Życiorys
Joanna Karasek pochodzi ze Śląska. Ukończyła studia iberystyczne na Uniwersytecie Warszawskim, gdzie później wykładała. Pracowała w impresariacie Teatru Studio oraz Polskim Komitecie ds. UNESCO. W 1996 została zatrudniona w Ministerstwie Spraw Zagranicznych. Przebywała na placówkach w Meksyku i Brukseli. W 2008 powierzono jej utworzenie Instytutu Polskiego w Madrycie, którym kierowała do końca 2011. W latach 2013–2016 dyrektorka Instytutu Polskiego w Paryżu. Następnie pracowała jako I radca w Departamencie Dyplomacji Publicznej i Kulturalnej MSZ.

## Publikacje książkowe
- Joanna Karasek: Bibliografia polskich publikacji dotyczących Brazylii : (1980–1985). Warszawa: Uniwersytet Warszawski. Katedra Iberystyki, 1986, s. 14. OCLC 804597970.

Tłumaczenia
- Arturo Pérez-Reverte: Ostatnia bitwa templariusza. Warszawa: Warszawskie Wydawnictwo Literackie Muza SA, 2001, s. 559. ISBN 83-7200-756-X.
- Arturo Pérez-Reverte: Terytorium Komanczów. Warszawa: Warszawskie Wydawnictwo Literackie Muza SA, 2002, s. 186. ISBN 83-7319-073-2.
- Gabriel García Márquez: Życie jest opowieścią. Warszawa: Warszawskie Wydawnictwo Literackie Muza SA, 2002, s. 414. ISBN 83-7200-897-3.
- David Torres: Nanga Parbat. Katowice: Wydawnictwo Stapis, 2005, s. 122. ISBN 83-88212-52-4.
- Chico Buarque: Budapeszt. Warszawa: Muza, 2005, s. 181. ISBN 83-7319-643-9.
- Arturo Pérez-Reverte: Huzar. Warszawa: Muza, 2006, s. 168. ISBN 83-7319-929-2.
- Arturo Pérez-Reverte: Batalista. Warszawa: Muza, 2007, s. 254. ISBN 978-83-7495-167-8.
- Enrique Vila-Matas: Krótka historia literatury przenośnej. Warszawa: Muza, 2007, s. 109. ISBN 978-83-7495-038-1.
- Arturo Pérez-Reverte: Cmentarzysko Bezimiennych Statków. Warszawa: Muza, 2008, s. 562. ISBN 978-83-7495-563-8.
- Arturo Pérez-Reverte: Królowa Południa. Warszawa: Muza, 2009, s. 549. ISBN 978-83-7495-610-9.
- Arturo Pérez-Reverte: Oblężenie. Warszawa: Muza, 2011, s. 653. ISBN 978-83-7758-088-2.
- Słowa, rzeczy, imiona : sześć sztuk z Hiszpanii. Anna Wierzchowska Woźniak (red.). Kraków: Panga Pank, 2008, s. 312. ISBN 978-83-926562-0-3.
- Arturo Pérez-Reverte: Mężczyzna, który tańczył tango. Kraków: Społeczny Instytut Wydawniczy Znak, 2013, s. 529. ISBN 978-83-240-2773-6.
- Arturo Pérez-Reverte: Cierpliwy snajper. Kraków: Społeczny Instytut Wydawniczy Znak, 2015, s. 312. ISBN 978-83-240-3282-2.
- Arturo Pérez-Reverte: Misja: Encyklopedia. Kraków: Społeczny Instytut Wydawniczy Znak, 2017, s. 601. ISBN 978-83-240-4544-0.
- Natalio Grueso: Przemytnik słów. Warszawa: Muza, 2018, s. 280. ISBN 978-83-287-0878-5.